# Ordine della Nuova Scozia
L'Ordine della Nuova Scozia è un'onorificenza della provincia della Nuova Scozia, in Canada.

## Storia
L'Ordine è stato fondato il 2 agosto 2001, quando il luogotenente governatore Myra Freeman ha concesso l'assenso reale all'Order of Nova Scotia Act. L'Ordine è amministrato da un consiglio e ha lo scopo di onorare gli attuali o ex residenti della Nuova Scozia per risultati notevoli in ogni campo, essendo così descritto come il più alto onore tra tutti quelli conferiti dalla monarchia della Nuova Scozia.

## Classi
L'Ordine dispone dell'unica classe di membro.

## Struttura e assegnazione
L'Ordine è inteso per onorare qualsiasi abitante della Nuova Scozia, attuale o passato, che abbia dimostrato un alto livello di eccellenza individuale e risultati in qualsiasi campo, "essendosi distinto in molti campi di impegno e avendo portato onore e prestigio a sé stesso e alla Nuova Scozia". Non ci sono limiti su quanti possano appartenere all'Ordine, sebbene ogni anno possano essere nominati al massimo cinque membri. La cittadinanza canadese è un requisito e coloro che sono eletti o nominati membri di un organismo governativo non sono eleggibili finché restano in carica.
Il processo di ricerca di individui qualificati inizia con la presentazione da parte del pubblico al Consiglio consultivo dell'Ordine della Nuova Scozia, che è composto da una persona che funge da presidente, nominata dal premier; dal giudice capo della Nuova Scozia; dal cancelliere del consiglio esecutivo e da un individuo da lui nominato; dal presidente di un'università della provincia; e da una persona nominata da ciascuno dei capi dei partiti dell'Assemblea legislativa della Nuova Scozia che devono essere tutti residenti nella provincia. Questo comitato si riunisce quindi almeno una volta all'anno per presentare le sue raccomandazioni selezionate al Consiglio esecutivo e collabora con tale organismo per limitare i potenziali nominati a un elenco che sarà presentato al luogotenente governatore. Le nomine postume sono accettate fino a un anno dopo la morte del candidato. Il luogotenente governatore, membro ex officio e cancelliere dell'Ordine, quindi fa tutte le nomine nell'unico grado di appartenenza alla fratellanza con un Order in Council che porta la sua firma e il gran sigillo della provincia. Successivamente, i nuovi membri hanno il diritto di utilizzare il post-nominale ONS.
All'ingresso nell'Ordine della Nuova Scozia, di solito con una cerimonia presso la Government House di Halifax, ai nuovi membri vengono consegnate le insegne dell'ordine.

## Insegne
- Il distintivo principale consiste in un medaglione d'oro a forma stilizzata di Repens epigaea (o biancospino) - fiore ufficiale della provincia - con il dritto smaltato in bianco con bordo oro e recante al centro lo stemma della Nuova Scozia, il tutto sormontato da una corona di sant'Edoardo che simboleggia il ruolo del monarca canadese come fons honorum.[10] Gli uomini indossano il distintivo sospeso da un nastro al colletto, mentre le donne portano il loro su un fiocco sul petto a sinistra. I membri ricevono anche una spilla che può essere indossata durante le occasioni meno formali.[4]
- Il nastro è blu con all'interno una striscia rossa circondata da due sottili strisce bianche a breve distanza da queste vi sono due sottili strisce gialle.